# NGC 5052
NGC 5052 је лентикуларна галаксија у сазвежђу Береникина коса која се налази на NGC листи објеката дубоког неба.
Деклинација објекта је + 29° 40' 33" а ректасцензија 13h 15m 35,0s. Привидна величина (магнитуда) објекта NGC 5052 износи 13,5 а фотографска магнитуда 14,4. NGC 5052 је још познат и под ознакама UGC 8330, MCG 5-31-165, CGCG 160-171, PGC 46131.